# Брубек, Дейв
Дэвид Уо́ррен "Дэйв" Бру́бек (англ. David Warren "Dave" Brubeck) (6 декабря 1920, Конкорд — 5 декабря 2012, Норуолк) — американский джазовый композитор, аранжировщик, пианист, руководитель «Квартета Дейва Брубека» («The Dave Brubeck Quartet»). Один из выдающихся представителей кул-джаза («прохладного джаза» или калифорнийского джаза 1950—1960-х годов).
В интервью с Владимиром Познером для записи программы «Brubeck Returns to Moscow» Брубек говорил, что одна из его бабушек была родом из Белоруссии. Также говорил, что его семья была пресвитерианской, но его самого не крестили, и он позднее принял католицизм после сочинения мессы «To Hope».
Игре на фортепиано начал учиться с 4 лет у матери, в 9 лет начал играть на виолончели. В колледже в Окленде по классу композиции обучался у Дариюса Мийо.
Лауреат премии Бенджамина Франклина (США) (2008).
Скончался за день до своего 92-летия из-за сердечной недостаточности.

## Творчество
Вклад Брубека сложно отделить от коллективного вклада других участников квартета. Один из его участников — саксофонист Пол Дезмонд — известен своими экспериментами с размером (например, в «Take Five» используется размер пять четвертей). Брубек также является автором известного джазового стандарта, экспериментальной по размеру (9/8) композиции Blue Rondo à la Turk.
Выступал с группами с 14 лет. В 1951 году возглавил джаз-квартет, выступал в его составе (фортепиано, альт-саксофон, контрабас, ударные). К 1954 году квартет под руководством Брубека, игравший в стиле так называемого прохладного джаза, завоевал известность в США благодаря выступлениям на крупных джазовых фестивалях, а также многочисленным грамзаписям. С 1958 года активно гастролировал по многим странам. Одним из самых известных произведений квартета является классическая джазовая композиция «Take Five» (композитор Пол Дезмонд), записанная в 1959 году и вошедшая в альбом «Time Out». Это была первая джазовая композиция, достигшая миллиона продаж. В 1961 году она вошла в американский чарт Billboard Hot 100. Во второй половине 1960-х годов им было написано несколько ораторий и кантат, а также музыка для ряда спектаклей драматического театра и кинофильмов.